# Affaire Marcel Redureau
Pour les articles homonymes, voir L'Affaire Redureau.
L'affaire Marcel Redureau est l'assassinat de la famille Mabit et de ses domestiques par Marcel Redureau, meurtrier de sept personnes à 15 ans.

## La découverte du crime

### Présentation de la famille Mabit
Jean-Marie Mabit, un homme de 42 ans, exploitant d'un petit vignoble et d'une ferme située en Loire Inférieure (actuelle Loire-Atlantique), au Landreau, près de Nantes, maintient son exploitation avec l'aide de sa femme, 38 ans, sa mère, 79 ans et ses enfants. Deux domestiques sont employés par la famille Mabit. La première, Marie Dugast, âgée de 16 ans, aide Madame Mabit aux travaux domestiques et à l'éducation des 4 enfants : 2 filles, Marie et Henriette et 2 garçons Joseph et Pierre, âgés respectivement de huit, sept, quatre et deux ans. La jeune femme veille au bon fonctionnement du ménage. Le second est un jeune domestique appelé Marcel Redureau, âgé de 15 ans, dont le rôle est d'aider Jean-Marie Mabit dans les différents travaux de la ferme.

### Une découverte macabre
Le 1er octobre 1913, vers 5 heures du matin, des voisins étonnés de n'apercevoir aucune allée et venue aux alentours de la maison des Mabit, se décidèrent à aller jeter un coup d'œil après avoir vu le petit Pierre âgé de 4 ans, seul sur les marches de la maison. Ils reculèrent aussitôt devant l'affreux spectacle qui s'offrait à eux : la mère Mabit et sa domestique au sein de la cuisine, gisaient inertes dans une mare de sang. Les voisins se rendirent aussitôt à la gendarmerie du Loroux-Bottereau pour prévenir les gendarmes de leur découverte macabre.
Après l'arrivée des gendarmes sur les lieux, ceux-ci découvrirent la scène du crime dans son intégralité. Tout d'abord, les deux femmes avaient la gorge tranchée. Par la suite, les gendarmes continuèrent d'explorer la scène du crime et découvrirent 5 autres cadavres : celui de la grand-mère, mère du chef de famille qui était dans son lit la gorge ouverte. Dans une autre pièce, couchaient les enfants qui avaient à leur tour subi le même sort. Les deux cadavres gisaient dans leur lit, les murs de la chambre étaient couverts d'éclaboussures de sang. Quant au troisième, le benjamin baignait dans son berceau inondé de sang. Ensuite, les gendarmes découvrirent le corps de Jean-Marie Mabit qui portait des blessures semblables à celles des autres victimes.
Une personne parmi les habitués de la famille manquait à l'appel, Marcel Redureau le jeune domestique de 15 ans. Immédiatement, les soupçons se portèrent sur lui et les gendarmes passèrent au crible le pays afin de le retrouver.
Toutes les blessures meurtrières avaient été provoquées par serpe. Seule la même personne avait pu être l'auteur de ses meurtres, car les différents corps étaient marqués d'une même signature.

### Les faits
Après de nombreuses questions posées à Marcel Redureau, les faits se seraient présentés de la manière suivante :
Le 30 septembre 1913, date du meurtre, Jean-Marie Mabit désirant poursuivre les avancées de son travail emmena son valet Marcel Redureau avec l'intention d'aller tailler les ceps de vignes. Les deux hommes partirent chacun muni de leurs  serpes respectives. Serpe qui dans la suite des événements deviendra l'arme du crime qui servira au jeune Redureau dans l'accomplissement de ses actes.
Marcel Redureau aurait perdu la raison à la suite d'une réflexion faite par son patron au sujet de son travail, Jean-Marie Mabit aurait donc été le premier sur la liste des 7 cadavres de la famille à être égorgé,.
Le jeune adolescent aurait poursuivi son crime en rejoignant la maison des Mabit, où, dans la cuisine, la jeune servante Marie Dugast, subit le même sort que le chef de famille. La mère Mabit ayant entendu les cris de la jeune servante, entra dans la cuisine et subit le même sort, et, ayant reçu en plus des coups violents provoquant la mort du bébé qu'elle portait depuis 7 mois.
Marcel Redureau jugeant que ses actes n'avaient pas atteint leurs termes, continua dans son élan et provoqua la mort de la grand-mère qui se trouvait dans sa chambre et celle des trois enfants, de la même manière. 
Après avoir exterminé la famille Mabit, le jeune garçon aurait pris le chemin pour se réfugier dans une maison appartenant à ses parents qui habitaient le village voisin comme s'il était question d'une journée banale.
Retrouver le jeune garçon ne fut pas difficile pour les gendarmes. Il n'a fait preuve d'aucune résistance lors de son arrestation. Il avoua ses crimes aux gendarmes immédiatement.

## L'impact des journaux sur cette affaire
De nombreux journaux comparent l'affaire Redureau à une autre plus ancienne, l'affaire Troppmann qui présentait des faits semblables. La particularité de Redureau est qu'il fut un jeune adolescent de 15 ans, n'ayant jamais été accusé de violence auparavant et dont le casier judiciaire était vierge.
Ce qui marqua les esprits de la population du Landreau, c'est que lors de son arrestation, après l'interrogatoire par le parquet de Nantes l'après-midi même sur les lieux du crime, le jeune homme avoua directement sa culpabilité sans le moindre remords et avec un calme des plus glaciaux. Seul le petit Pierre a survécu à cette tragédie.
Cette affaire devenue très médiatique a fait la une de nombreux journaux et a inspiré certains auteurs comme André Gide, dans L'Affaire Redureau.
Dès lors, les différents journaux s'empressent de relater le témoignage livré par le jeune homme qui faisait preuve d'un calme troublant, et ce même après avoir été confronté sur les lieux du crime à ses actes macabres,.
Les villageois de Landreau et ses propres parents furent sidérés d'apprendre cela car Marcel Redureau n'avait aucun vice connu, d'autant plus que sa famille était appréciée, voire entretenait une relation amicale avec la famille Mabit.
À la suite de l'interrogatoire de la famille du meurtrier, les enquêteurs apprirent que le jeune Marcel aurait pris ses fonctions au sein de cette famille en remplacement de son père. Le jeune garçon serait donc devenu le domestique des Mabit depuis l'été 1912.

## La procédure à la suite des meurtres

### La procédure
Au début de l'année 1914, Marcel Redureau s'apprête à être jugé pour ses crimes du 30 septembre 1913. Le jeune garçon est d'abord placé à la maison d'arrêt de Nantes. Lors de son procès, se pose alors la question de savoir si celui-ci est sujet à des états de démence. Les médecins affirment qu'il n'en est rien. Ceux-ci mentionnent que le garçon est une personne timide et intégrée. D'après les comptes rendus des gardiens de la maison d'arrêt, il aurait tenté de mettre fin à ses jours mais aurait manqué de courage. Un jugement peut donc être prononcé. La décision des juges tombe le 3 mars 1914, Marcel Redureau sera jugé coupable de tous les chefs d'accusation retenus contre lui sans circonstances atténuantes. Du fait de son jeune âge le coupable écopera de 20 ans d'emprisonnement dans une colonie correctionnelle. Marcel Redureau succombe de la tuberculose au début de 1916, à l'âge de 17 ans.
Ses parents déménagent dans le sud de la France.